# ばななサンデー
ばななサンデーは、2003年4月6日から2009年3月22日まで新潟放送（BSNラジオ）で日曜昼に放送されていたラジオ番組。新潟駅万代口の待合室「メディアステーションbanana」内のサテライトスタジオからの生放送されていた。

## 放送時間
- 2003年4月6日 - 2009年3月22日
- 日曜日 11:00 - 12:24（JST、2006年4月 - 終了）

## 沿革
- 2003年4月6日:「松井弘恵のばななサンデー」として放送時間11:00 - 11:53で番組開始。
- 2006年4月9日:パーソナリティ交代。「山田かおりのばななサンデー」としてリニューアル。
- 2006年10月8日:放送時間が11:00 - 12:24に延長。
- 2007年3月25日:午前9時42分頃に発生した能登半島地震を引き続き報道。
- 2007年4月1日:番組コーナーをリニューアル。
- 2008年4月6日:パーソナリティ交代。
- 2009年3月22日:番組終了。

## パーソナリティ
- 松井弘恵: 2003年4月 - 2006年3月
- 山田かおり（新潟放送パーソナリティ）: 2006年4月 - 2008年3月
- 海津茅穂子（新潟放送アナウンサー）: 2008年4月 -
- 湯浅みわ（新潟放送アナウンサー）: 2008年4月 -